# 59 Times the Pain
59 Times the Pain fue una banda sueca de hardcore punk . Permanecieron en activo desde 1992 hasta 2001. 
La banda se formó en Fagersta, Suecia en 1992 por Magnus Larnhed (Vocals / guitarra), Michael Conradsson (Bajo), Toni Virtanen (Batería) y Kai Kalliomäki (guitarra). El nombre de la banda está tomado de una canción de la banda Hüsker Dü . Kai Kalliomäki  dejó la banda para ser reemplazada por Niklas Lundgren, quién dejó al banda de hardcore "Dislars", más tarde sería conocida como Burst más sabida. Su primera demo "Feeling Down" conseguio la atención de la discográfica Burning Heart Records, y en 1993, la banda firmó un contrato con la misma. El año siguiente la banda grabó su álbum de debut Blind Anger & Hate.
En marzo de 1995, 59 Times the Pain comenzó la grabación de su segundo álbum, More Out of Today en los estudios Unisound. El éxito de More Out of Today y su demo de debut Blind Anger & Hate  permitió a 59 Times the Pain establecerse como una banda de éxito, debido a las extensas giras realizadas, en las que sus espectáculos obtuvieron excelentes críticas.
Su cuarto álbum, End of the Millennium, se lanzó en marzo de 1999, su quinto y último álbum, Calling The Public, se lanzó en 2001. Se inclueron canciones de la banda en varios discos recopilatorios, incluyendo Short Music for Short People y Punk-O-Rama Vol. 4. La banda se disolvió en el año 2001. El 30 de enero de 2008 anunciaron que se volvían a juntar para tocar en el festival Groezrock.

## Discografía

### Álbumes de estudio
- Blind Anger & Hate - 1994
- More Out of Today - 1995
- Twenty Percent of My Hand - 1997
- End of the Millennium - 1999
- Calling the Public - 2001

### EPs
- Even More Out Of Today - 1995
- Music For Hardcorepunx - 1998
- Turn At 25th - 1999
- 59 Times the Pain / Subterranean Kids (1999, split, Tralla Records)

### Recopilaciones
- Punk+ - 1995
- Cheap Shots vol.1 - 1995
- Cheap Shots vol.2 - 1996
- Cheap Shots vol.3 - 1997
- Punk-O-Rama Vol. 4 - 1999
- Short Music for Short People - 1999
- Cheap Shots vol.4 - 2000
- Cheap Shots vol.5 - 2001
- Hang The VJ (video) - 2001
- Hardcore for Syria - 2012

## Miembros
- Magnus Larnhed - Voz/Guitarra
- Niklas Lundgren - Guitarra
- Toni Virtanen - Batería
- Michael Conradsson - Bajo

### Miembros anteriores
- Kai Kalliomäki (guitarra)